# Mantura chrysanthemi
Mantura chrysanthemi är en skalbaggsart som först beskrevs av Koch 1803.  Mantura chrysanthemi ingår i släktet Mantura och familjen bladbaggar. Arten är reproducerande i Sverige. Inga underarter finns listade i Catalogue of Life.